# Klengelgraben
Der Klengelgraben ist ein Bach auf den Gemeindegebieten von Parthenstein und Naunhof in Sachsen.

## Verlauf
Der am Westhang des Curtswaldes östlich von Klinga (Gemeinde Parthenstein) entspringende Bach heißt zunächst Hohlbachsgraben (auf manchen Karten auch bereits Klengelgraben). Er fließt zunächst nach Südwesten, wendet sich dann nach Westen und unterquert die Staatsstraße S 45. Kurz vor dem Parthensteiner Gemeindeteil Großsteinberg am See dreht er nach Norden ab und heißt ab hier Klengelgraben.

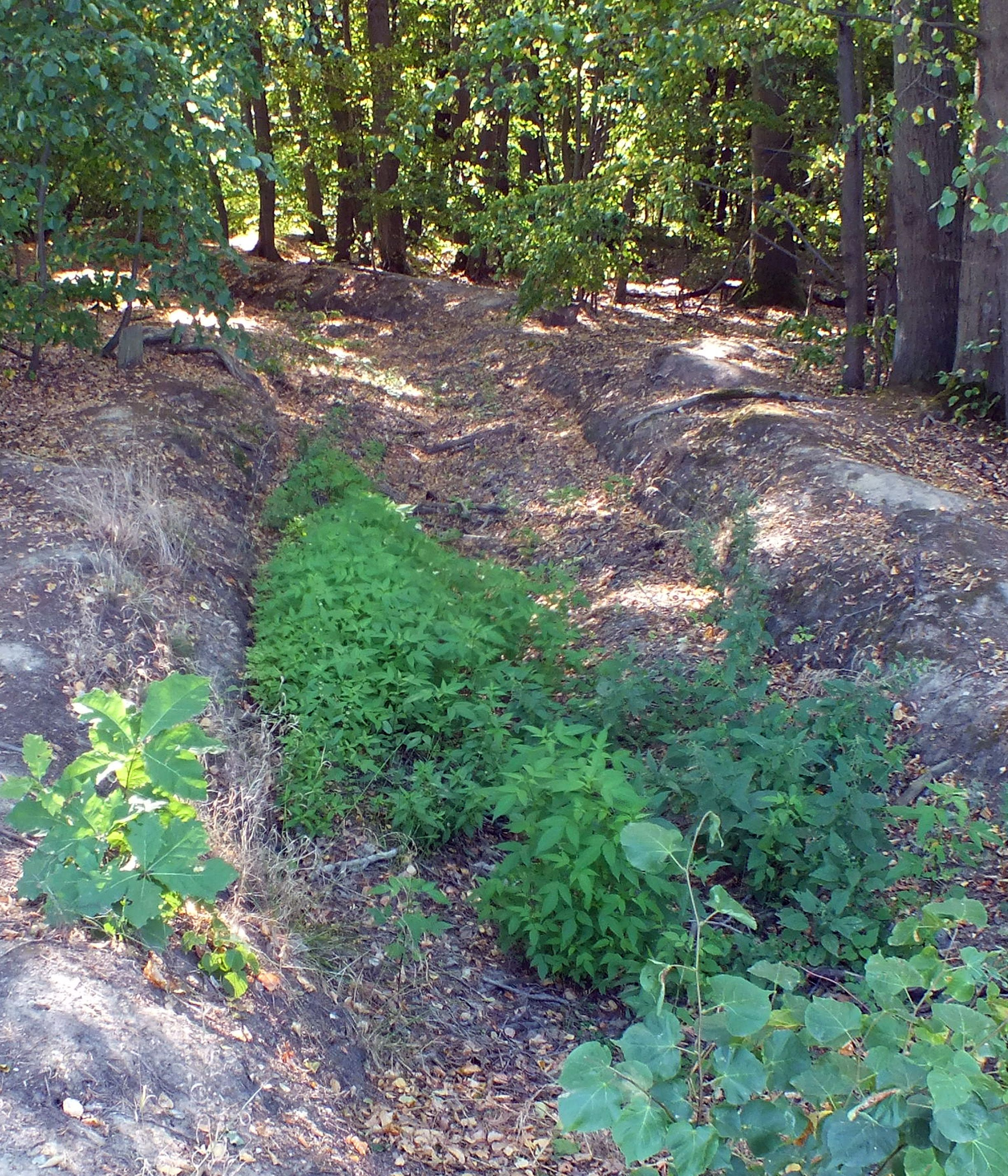
Klengelgraben-Bett kurz vor dem Naunhofer See
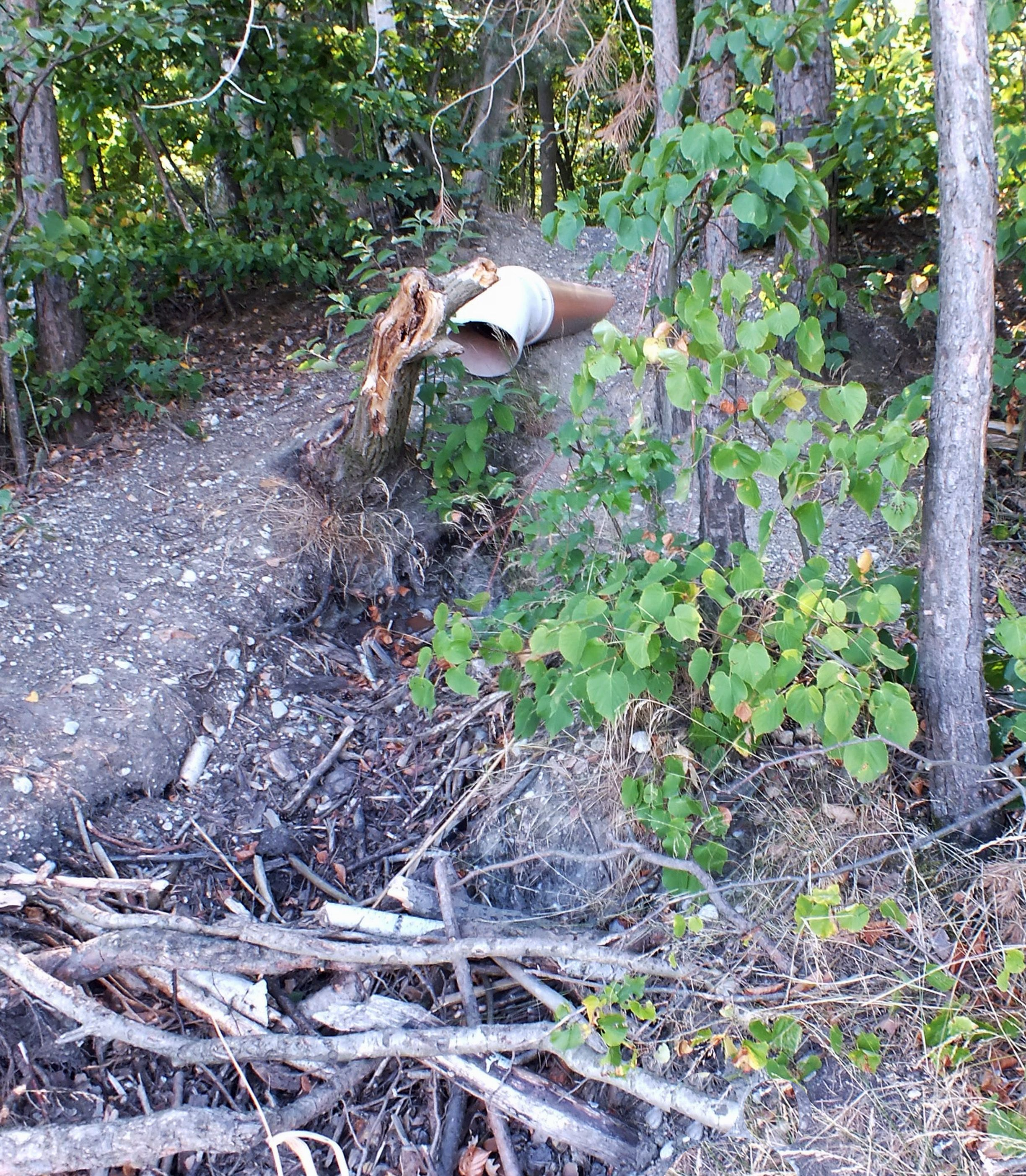
Rohraustritt am Naunhofer See

Nachdem er an der Klingaer Straße das Stadtgebiet von Naunhof erreicht hat, tritt er in den Naunhof-Brandiser Forst ein. Nach etwa anderthalb Kilometern und Passieren eines künstlich angelegten Grabenstücks versickert er im Waldboden.
Das gilt aber nur für normale Wasserführung. Bei erhöhtem Wasseraufkommen sorgt eine Überlaufschwelle dafür, dass er in sein altes Flussbett eintritt, das bis zum Naunhofer See (Grillensee) führt. Durch eine Rohrleitung unter dem Seenrundweg wird das Wasser an die Seenböschung geleitet.

## Geschichte
Bevor in den 1960er Jahren östlich von Naunhof der Kiesabbau für die Errichtung der Autobahn A 14 begann, verlief der Klengelgraben über dieses Gelände und wurde durch die Aufschüttung eines Dammes aus Abraummaterial für die Vorbereitung den Kiesabbaus unterbrochen. Dabei fielen die restlichen drei Kilometer des Grabens trocken, der in nordwestlicher Richtung weitergeführt hatte, um östlich von Albrechtshain in die Faule Parthe zu münden. Im Waldgelände ist der trockene Graben heute noch zu erkennen. Aus der Kiesgrube wurde der Naunhofer See.
Ein Hochwasserereignis 2011 führte dazu, dass der Waldboden die Versickerung nicht mehr aufnehmen konnte und ein Freizeitzentrum im Norden Naunhofs überschwemmt wurde. Daraufhin wurde durch einen Damm und ein neues Grabenstück das Versickerungsgebiet verlegt und der Überlauf ins alte Flussbett bis zum Naunhofer See eingerichtet.